# Francis Parker
Francis Wayland Parker, né le 9 octobre 1837 et mort le 2 mars 1902, est un pionnier de l'éducation progressive aux États-Unis. Il pense que l'éducation doit viser le développement de l'individu dans tous ses aspects : — mental, physique et moral. John Dewey le nommait le « père de l'éducation progressive ». Il a créé un cursus centré sur l'enfant avec un accent mis sur le langage. Il était contre la standardisation et l'apprentissage par cœur. Il a contribué à montrer que l'éducation ne consistait pas seulement à remplir l'esprit de l'enfant de connaissances mais aussi à enseigner aux étudiants à penser par eux-mêmes pour devenir indépendants.

## Élèves notables
- Margaret Haley,
- Albert G. Lane (en),
- Josephine C. Locke,